# Билдеринг

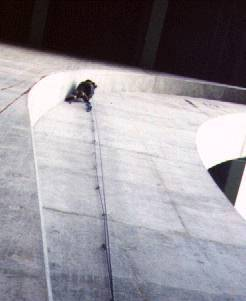
Пример билдеринга: альпинист поднимается по боковой части моста

Билдеринг (англ. Buildering) — разновидность спортивного экстремального направления, при котором участники совершают восхождение на внешнюю сторону зданий и другие городские конструкции. Слово «билдеринг» — это языковая контаминация, слово-гибрид, состоящее из слова «building» (здание) и термина «bouldering» (боулдеринг, отдельный вид скалолазания).
Обычно билдеринг включает в себя свободное восхождение в трудных условиях и может быть крайне опасным. Зачастую занятия билдерингом считаются незаконными, а сами спортсмены-экстремалы стараются действовать в ночное время суток. Нередко их, замеченных поднимающимися на здания без разрешения, регулярно встречает полиция после завершения их трюков. Захватывающие действия билдеринга, типа восхождения на свободные небоскребы, обычно совершаются в одиночестве опытными альпинистами, иногда привлекая внимание большой толпы прохожих и СМИ, но такие случаи редки.
Билдеринг может также принять форму, более родственную болдерингу, которая имеет тенденцию к восхождению и/или пересечению более коротких секций зданий и конструкций. В то время как владельцы собственности в основном осуждают такую деятельность, некоторые, например, Колорадский Университет в Боулдере, в большинстве случаев закрывают глаза на такие действия.
Хотя билдеринг часто осуществляется сольно, он также стал популярным групповым спортом. Как и в более традиционном скалолазании, здания устанавливаются и классифицируются по трудности их преодоления. Менее внушительные формы городского восхождения могут служить не степенью меры уровня спортсмена-экстремала, а использоваться как средство протеста или демонстрации каких-либо идей, а также в качестве обращения к большому количеству людей во время общественных мероприятий, уличных парадов.